# Black Eagles
Los Black Eagles (en español: «Águilas Negras»), 238.º Escuadrón de Combate Táctico, 8.ª Ala, son el equipo de exhibición acrobática de la Fuerza Aérea de la República de Corea, con base en Wonju, provincia de Gangwon. El equipo fue formado el 12 de diciembre de 1994 y ha volado ocho aviones Cessna A-37B Dragonfly. Fue disuelto después del Festival Aéreo de Seúl de 2007 y ha vuelto a funcionar con la llegada de los nuevos aviones T-50 Golden Eagle en 2010. Las aeronaves presentan un diseño con los colores negro, blanco y dorado.
A partir del 1 de abril de 2013, el equipo recibió el estatus de unidad separada como 53.er Grupo de Demostración Aérea del 239.º Escuadrón de Vuelo Acrobático en la Base Aérea de Wonju. Hasta entonces, las "Águilas Negras" formaban parte del Escuadrón n.º 238 del Ala 8 con base en la Base Aérea de Wonju. El equipo tiene un Comandante y ocho pilotos de demostración experimentados, incluidos miembros de la formación, un par sincronizado y dos solos.
Todos los aviones T-50 "Black Eagles" están equipados con generadores de humo blanco.

## Aviones utilizados

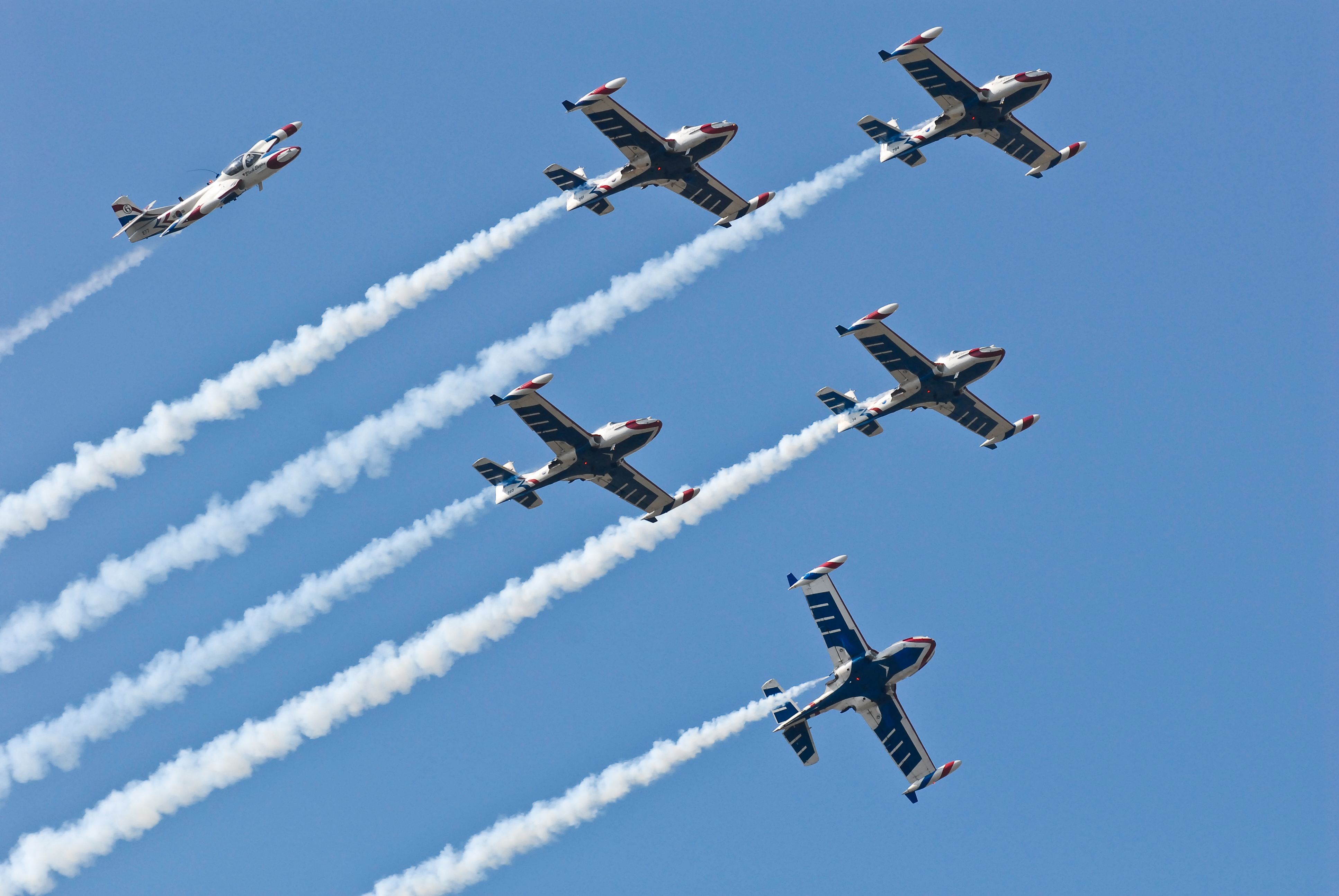
Los Black Eagles realizando una demostración aérea el 21 de octubre de 2007 con sus antiguos Cessna A-37B Dragonfly.

| Avión                  | Número      | Periodo     |
| ---------------------- | ----------- | ----------- |
| Cessna A-37B Dragonfly | 6           | 1994 — 2007 |
| inactividad            | inactividad | 2007 — 2010 |
| KAI T-50 Golden Eagle  | 8           | 2010 —      |